# João Fernandes de Herédia

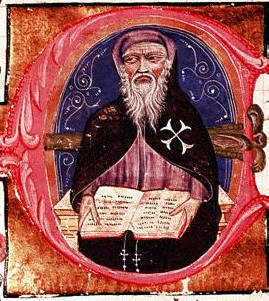
João Fernandes de Herédia.

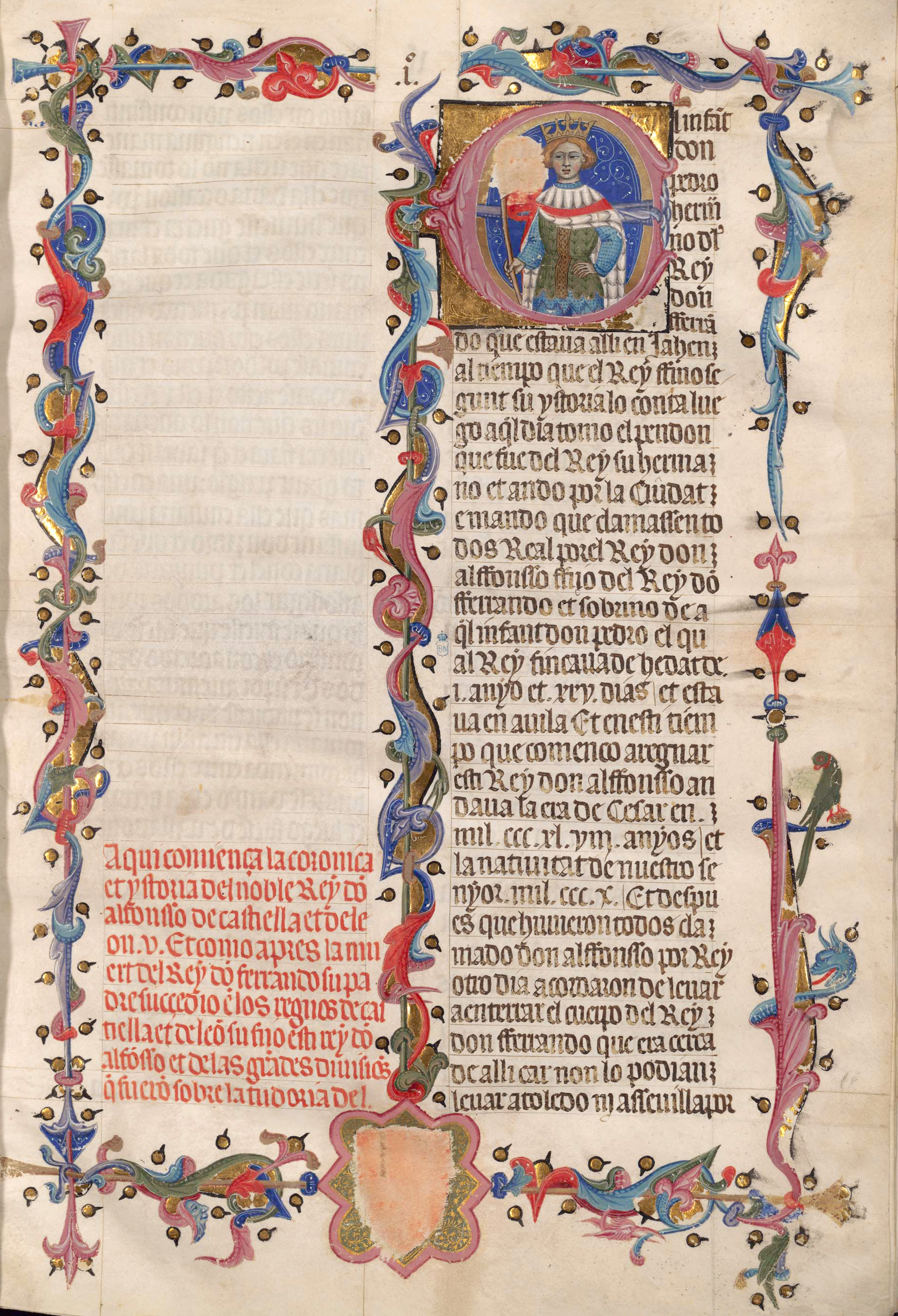
João Fernandes de Herédia, Grant Crónica de Espanya, 1385-1396.

João Fernandes de Herédia (Munébrega (Reino de Aragão), 1310 - 1396) foi um escritor, mecenas, político e diplomata do Reino de Aragão. Esteve ao serviço do rei D. Pedro IV de Aragão. Foi Grão-Mestre da Ordem de São João de Jerusalém.

## Biografia
Corria o ano de 1328 foi membro da Ordem do Hospital tendo ocupado nesta ordem cargos em Alfambra e em Villel em 1333. Foi investido como Grão Mestre da referida ordem em 24 de Setembro de 1377 e exerceu o cargo até à sua morte em 1396.

## Obras de que foi autor
- Grant Crónica de Espanya, em três partes (só se conservam duas partes).
- Crónica de los Conquiridores, em duas partes, trata-se de uma serie de biografias de personagens famosas, que termina com Jaime I “O Conquistador”.
- Crónica o Libro de los Emperadores, trata-se de uma tradução parcial da obra grega Epitome Historiarum de Juan Zonaras.
- Crónica de Morea o Libro de los fechos et conquista del principado de Morea, parte uma tradução e parte um trabalho original.
- Flor de las Ystorias de Orient, Tradução feita segundo as versões da Catalunha e de França da obra do monge Hayton.
- Libro de Marco Polo, que descreve as viagens do viajante veneziano.
- Libro de Actoridades o Rams de Flores, Colecção pequenas histórias da autoria tiradas da Summa Collationum de João de Gales, em Versão Castelhana.
- Secreto de los Secretos, trata-se de uma espécie de guía de príncipes.
- Ystoria Troyana, baseada na obra de Guido de Columnis sobre a Guerra de Troia.
- Vidas semblantes tradução das Vidas Paralelas de Plutarco.
- Discursos de la Historia de la Guerra del Peloponeso de Tucídides, através de uma versão em grego moderno de Demetrio Talodiqui.
- Traducção das Ystorias de Orosio.
- Traducção de Eutropio, tendo por base a história romana de Paulo Diácono.
- Cartulario Magno, que contem cerca de três mil documentos sobre a castellanía de Amposta.